# Đường Hoàng Hoa Thám, Hà Nội
Hoàng Hoa Thám hay còn gọi là Phố cây cảnh là tên một con đường ở Hà Nội với tổng chiều dài 3.320m, tiếp nối phố Phan Đình Phùng (giáp phố Mai Xuân Thưởng) đến chợ Bưởi nằm sát đường Bưởi, tạo những ngã ba với các phố: Ngọc Hà, dốc Tam Đa, Đốc Ngữ, Lạc Long Quân, phố Vĩnh Phúc, đường Bưởi. Đường đi qua khu vực văn phòng Thủ tướng Chính phủ, vườn Bách Thảo, Cục Điện ảnh, Xí nghiệp phim thời sự, Nhà máy bia Hà Nội, Viện lao phổi Trung ương. Đường thuộc địa bàn các phường Thụy Khuê, Bưởi (quận Tây Hồ), Ngọc Hà, Liễu Giai và Vĩnh Phúc (quận Ba Đình).
Hoàng Hoa Thám (1845 - 1913), còn gọi là Đề Thám, là người đã lãnh đạo cuộc khởi nghĩa Yên Thế, ông còn được biết đến với cái tên Hùm xám Yên Thế.

## Đặc điểm
Phố Hoàng Hoa Thám hiện nay là nơi giao lưu của những người yêu thích cây cảnh. Trên phố (đoạn từ dốc Đốc Ngữ đến chợ Bưởi) là nơi bày bán các loại cây cảnh. Các loài hoa được bán rất phong phú và đa dạng: từ Trạng nguyên, Mai trắng, Hải Đường, Trà, Dạ Yến, Đỗ Quyên, Đồng tiền, Phát lộc, Trúc Nhật... cho đến các giống Phong lan. Hay như loài Địa Lan (Mạc lan) có xuất xứ từ Đà Lạt cũng được bán trên phố. Vào những ngày giáp Tết, ngoài các cây đào, cây quất đặc trưng ngày tết của miền Bắc thì hoa mai của miền Nam cũng được chở ra bán ở đây.
Ngoài cây cảnh thì chim cảnh, chó cảnh, cá cảnh cũng được bán ở đây.
Đường đi qua khu vực văn phòng Thủ tướng Chính phủ, chỗ giáp với đường Phan Đình Phùng, vườn Bách Thảo, Cục Điện ảnh, Xí nghiệp phim thời sự, Nhà máy bia Hà Nội, Viện lao phổi Trung ương.

## Lịch sử
Theo bản đồ Thăng Long đời Hồng Đức (1470 - 1497) thì đây chính là một trong hai dãy tường thành phía Bắc (tường kép) của toà thành Thăng Long. Đường này được xây dựng trên nền đất xưa vốn thuộc nhiều thôn làng cổ. Đầu phía Đông là thôn Xuân Sơn, tiếp đến thôn Hữu Tiệp, phía Tây là thôn Vĩnh Phúc.
Trước khi được đặt tên, con đường này thường được gọi là Đường Thành (đừng nhầm lẫn với phố Đường Thành trong khu phố cổ, vốn là đoạn tường thành phía đông).
Thời Pháp thuộc, đường này được gọi là Digue Parreau (dịch: Đường đê Pa-rô), theo tên của Ensèbe Irènée Parreau – Đốc lý đầu tiên của Hà Nội thời Pháp (1883). Ngoài ra nó còn được phân loại vào đường hàng tỉnh, mang số hiệu 64 (tiếng Pháp: Route provinciale № 64).

## Các tuyến xe buýt chạy qua
- Tuyến 14, 45, 145: Hết đường
- Tuyến 09: từ Văn Cao đến dốc Ngọc Hà
- Tuyến 144: Từ 743 Hoàng Hoa Thám đến Văn Cao